# Трамвай Малишевого Логу
Трамвай Малишева Лога — трамвайна лінія, від селища Малишев Лог до селища Постійний (нині територія міста Калтан, Кемеровська область) з 1957 по 1961 рік.

## Історія
- 1952 рік — від залізничної магістралі, неподалік станції Калтан, побудовано відгалуження до бункерів для вивезення вугілля з шахти «Шушталепська». Лінія починалася посередині між станціями «Калтан» і «412 км», проходила повз селища Постійний і закінчувалася на правому березі річки Кондоми в селищі Малишев Лог.
- 1957 рік — в експлуатацію запущена залізнична лінія з південної частини Калтан, що сполучила шахту «Шушталепська» з Південно-Кузбасівською ГРЕС. Використання старої лінії припинено. Директором шахти Петром Ігнатійовичем Камінським прийняте рішення електрифікувати невикористану лінію і пустити трамвай.
- Кінець літа 1957 року — розпочато роботи зі встановлення стовпів і монтажу контактної мережі.
- Осінь 1957 року — з Прокоп'євська на автомобільній платформі доставлений трамвайний вагон " МС ".
- Кінець осені — початок зими 1957 року- відкрито рух трамваю від бункерів до станції «Калтан».
- Зима 1958 року — рух трамвая тимчасово здійснюється тільки на ділянці Малишев Лог — Постійний.
- 1961 рік — трамвайний рух припинено.

### Маршрут
Лінія починалася від залізничного переїзду, посередині між станціями «Калтан» і «412 км». Трамвай ішов по залізничній колії паралельно автодорозі, з заходом в селище Постійний. На той час частина автомобільної дороги йшла південніше сучасної траси. Велика частина трамвайної лінії проходила по болотах між селищами Постійний і Малишев Лог. Не доходячи до річки Кондома, лінія повертала на захід і заходила в селище Малишев Лог, де закінчувалася біля бункерів, неподалік від східного крила Повітряного мосту, що веде до шахти.
Трамвайна лінія мала 5 зупинок:
- Калтан
- Постійний
- Колгоспна
- Цементна
- Бункери

### Графік роботи
Завданням трамвая була доставка робітників шахти «Шушталепська». Вагон курсував у човниковому режимі з 05:00 до 01:00. Перезміни на шахті відбувалися о 08:00, 16:00 і 24:00. Трамвай працював без розкладу і вирушав від кінцевої станції в міру заповнюваності вагона. Повний час пробігу по трасі становив 7-10 хвилин.

### Особливості
Так як вагон був двосторонній і працював на лінії в єдиному екземплярі, то ніяких оборотних кілець або роз'їздів не було. Трамвайне депо для зберігання і обслуговування вагона було відсутнє. Вночі трамвай залишався біля бункерів, а його технічне обслуговування здійснювалося слюсарями з шахти. Постійним водієм трамваю була мотористка шахти «Шушталепська» Галина Трапезникова, яку іноді підміняли слюсарі з шахти.